# Mistrzostwa Australii i Oceanii w Chodzie Sportowym 2016
Mistrzostwa Australii i Oceanii w Chodzie Sportowym 2016 – zawody lekkoatletyczne, które odbyły się 21 lutego w australijskim mieście Adelaide. Zawody zaliczane były do cyklu IAAF Race Walking Challenge. Rozegrano chód na 20 kilometrów kobiet i mężczyzn.

## Rezultaty
| Konkurencja:           | Złoto           | Wynik         | Srebro          | Wynik      | Brąz            | Wynik   |
| Chód na 20 km mężczyzn | Dane Bird-Smith | 1:20:04 PB WL | Lebogang Shange | 1:20:06 PB | Benjamin Thorne | 1:20:08 |
| Chód na 20 km kobiet   | Rachel Tallent  | 1:31:33 PB    | Tanya Holliday  | 1:32:15    | Bekki Smith     | 1:32:49 |